# Volby do Evropského parlamentu v Česku 2009
| Výsledky voleb | Výsledky voleb | Výsledky voleb | Výsledky voleb | Výsledky voleb |
| -------------- | -------------- | -------------- | -------------- | -------------- |
| subjekt        |                |                |                | % hlasů        |
| ODS            | ODS            |                | 31,45          | 31,45          |
| ČSSD           | ČSSD           |                | 22,39          | 22,39          |
| KSČM           | KSČM           |                | 14,18          | 14,18          |
| KDU-ČSL        | KDU-ČSL        |                | 7,65           | 7,65           |

| Mandáty | Mandáty | Mandáty | Mandáty | Mandáty |
| ------- | ------- | ------- | ------- | ------- |
| subjekt |         |         |         | mandáty |
| ODS     | ODS     |         | 9       | 9       |
| ČSSD    | ČSSD    |         | 7       | 7       |
| KSČM    | KSČM    |         | 4       | 4       |
| KDU-ČSL | KDU-ČSL |         | 2       | 2       |

Volby do Evropského parlamentu v Česku 2009 byly volby konané v Česku, ve kterých bylo určeno, kdo bude Česko zastupovat v Evropském parlamentu ve volebním obdobní 2009–2014. V Česku se volilo 22 z celkových 736 poslanců. 

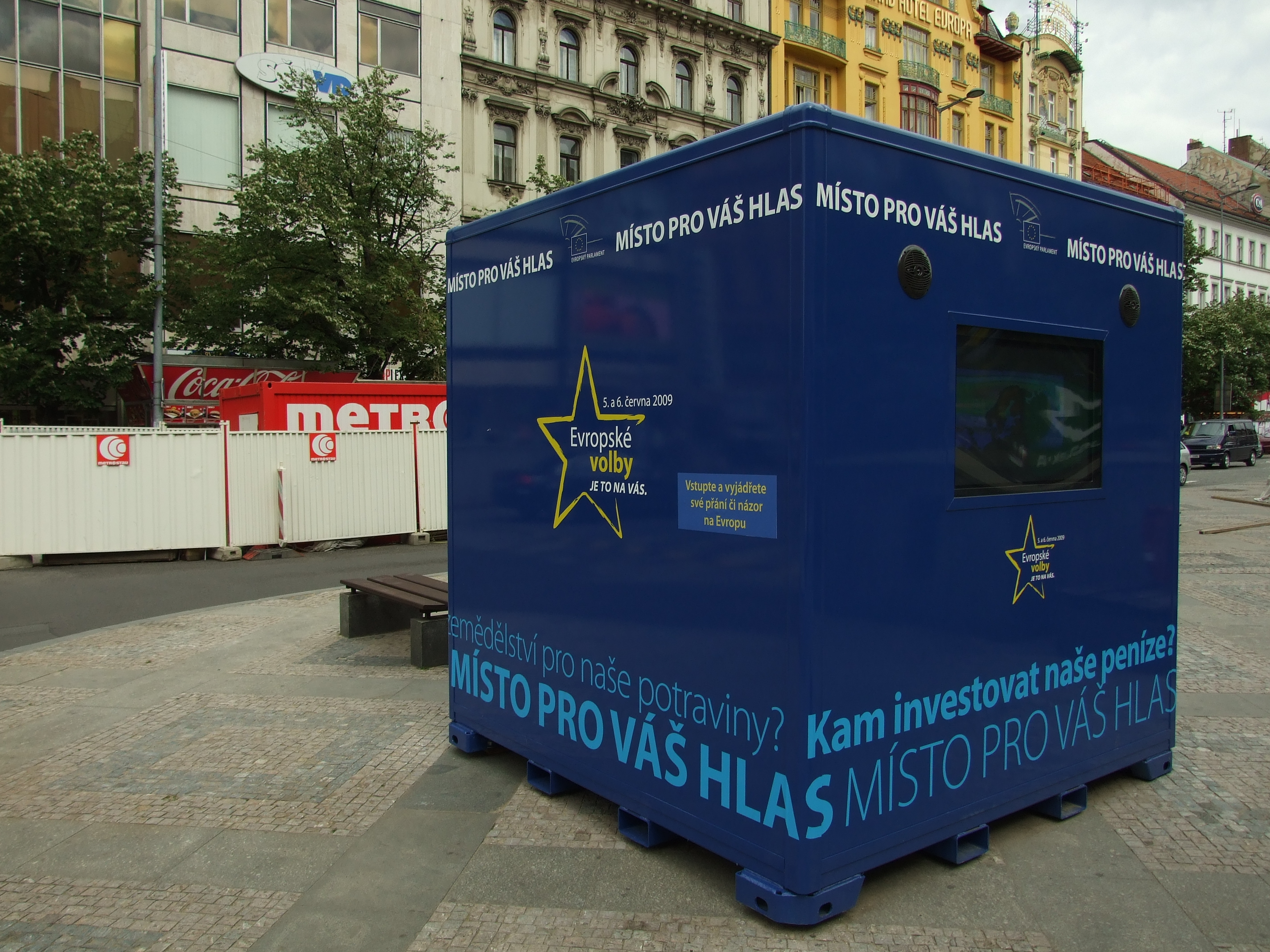
Budka pro vyjádření vlastních názorů v Praze na Václavském náměstí

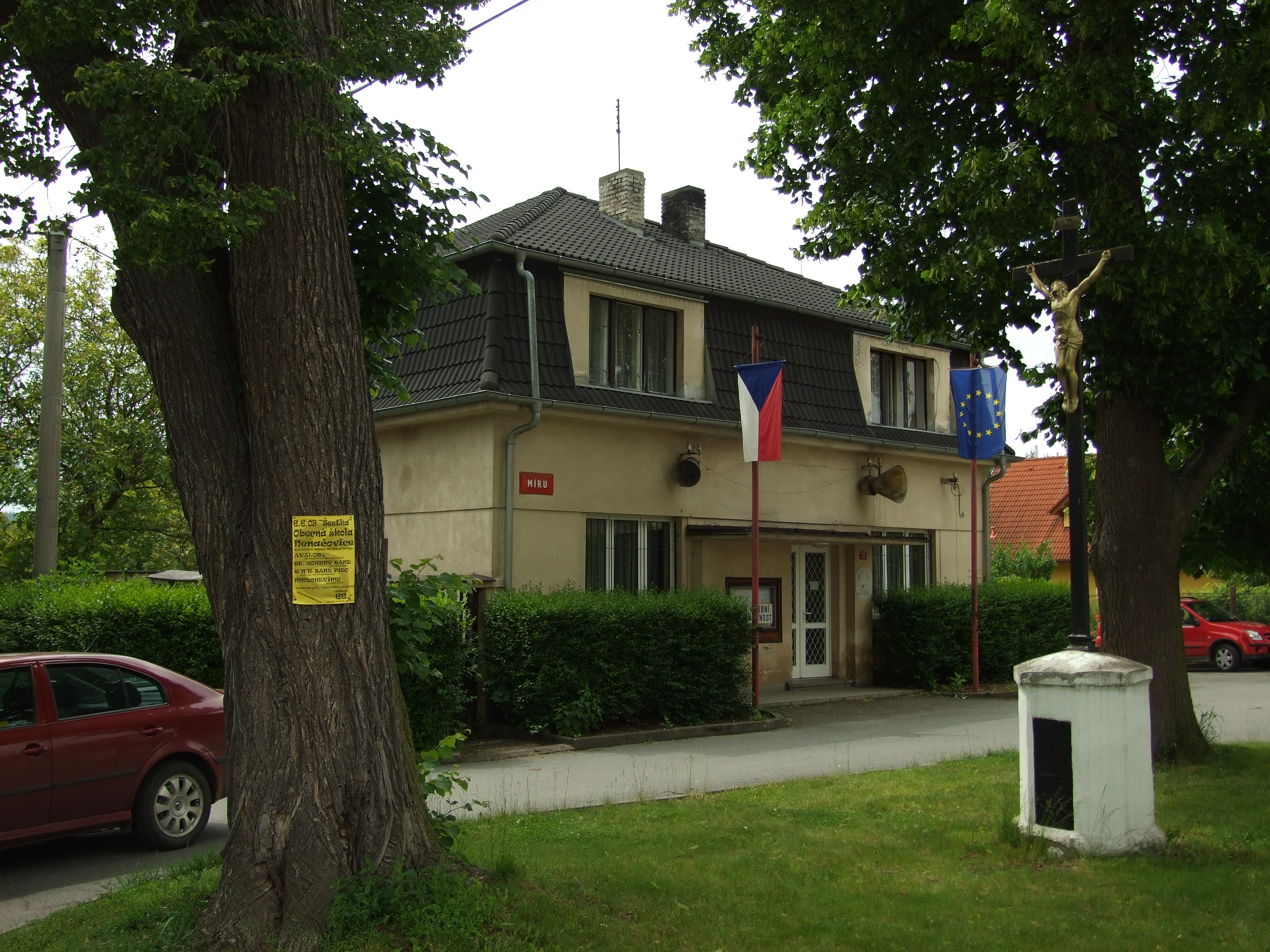
Volební místnost – obecní úřad v Malých Kyšicích v okresu Kladno

Volby se uskutečnily v pátek 5. června od 14:00 do 22:00 a sobotu 6. června od 8:00 do 14:00; řídily se zákonem o volbách do Evropského parlamentu č. 62/2003 Sb.[nedostupný zdroj]

## Volební systém

### Volební systém, rozdělování mandátů stranám
Přesná pravidla voleb do evropského parlamentu nejsou napříč EU plně sjednocena. Pro volby jsou nicméně stanovena rámcová pravidla: volby podle zásad poměrného volebního systému, maximální uzavírací klauzule a pasivní i aktivní volební právo pro všechny občany EU, kteří mají v státě voleb trvalé bydliště. Další pravidla jako je přesná doba voleb si přes pokusy o sjednocení každá země určuje sama.
Přepočítávání hlasů na mandáty probíhá D'Hondtovou metodou, která mírně zvýhodňuje silnější strany. Oslabení malých stran však nebude tak velké jako se stalo při volbách do sněmovny v roce 2006, kde byly malé strany znevýhodněny tím, že nedosáhly dostatečného počtu hlasů v některých obvodech, protože pro volby do Evropského parlamentu tvoří celé Česko jeden volební obvod.
Ve volbách do evropského parlamentu mohou v Česku kandidovat pouze politické strany, hnutí a jejich koalice, stejně jako ve volbách do Poslanecké sněmovny. Platí stejná 5% uzavírací klauzule.
Zajímavostí je, že i v čistě proporčním systému by vzhledem k počtu poslanců, kteří se v Česku volí (22), mohla být tato klauzule jen o málo nižší (4,54 %).
Vzhledem k tomuto faktu volba strany, jejíž preference se pohybují kolem 5 %, splývá s volbou člověka na prvním (případně ještě na druhém) místě kandidátky (v případě, že pořadí nezmění preferenční hlasy).

### Udělování preferenčního hlasu v rámci volené strany
Každý volič má právo udělit tzv. preferenční hlas až dvěma kandidátům jím volené strany. Provede to zakroužkováním čísla kandidáta na kandidátce. Pokud kandidáta takto označí 5 % z těch voličů, kteří dali hlas jeho straně, kandidát se pro udělování mandátů straně posunuje na první místo. Pokud dostatečný počet preferenčních hlasů obdrží více kandidátů, tito kandidáti jsou seřazeni podle počtu obdržených preferenčních hlasů.
Každý volič má dva preferenční hlasy, nemusí však možnosti udělení preferenční volby vůbec využít nebo může využít jen jeden preferenční hlas. V případě, že využije obou preferenčních hlasů, je však musí přidělit dvěma kandidátům; nemůže přidělit dva hlasy jednomu člověku.

## Technické záležitosti
Pro získání volebního práva musí pro volby v Česku musí volič dosáhnout 18 let věku aspoň druhý dne voleb.
Volby se v EU konaly ve dnech 4. 6. až 7. 6.; až s koncem voleb v poslední zemi, kde se volby konají, smí být vyhlašovány výsledky. To znamenalo určité technické komplikace pro Česko, hlasy zde nebylo možno začít sčítat hned po uzavření volebních místností, okrskové volební komise musely urny ponechat zapečetěné a sejít se ke sčítání opět v neděli 7. 6.
Rovněž další technické záležitosti a záležitosti volebního práva a systému jsou v EU nejednotné.
V Česku bylo z rozpočtu bylo na volby vyčleněno 653 milionů Kč; strana, která obdrží víc než 1 % hlasů, dostane státní příspěvek 30 Kč za jeden obdržený hlas.

## Před volbami

### Obhajované mandáty
Následující tabulka ukazuje počet obhajovaných mandátů z roku 2004 dělený podle politické strany. Počet mandátů přidělených Česku se ovšem snížil z 24 na 22. Celkový počet mandátů Evropského parlamentu se snížil ze 785 na 736.
| Strana | Strana    | Hájených mandátů |
| ------ | --------- | ---------------- |
|        | ODS       | 9                |
|        | KSČM      | 6                |
|        | SNK ED    | 3                |
|        | ČSSD      | 2                |
|        | KDU-ČSL   | 2                |
|        | NEZÁVISLÍ | 2                |

### Seznam kandidujících politických stran a politických hnutí dle vylosovaných čísel
Oficiální názvy dle podaných volebních listin, vč. místy nesprávné interpunkce či pravopisu
1. Libertas.cz
2. Křesťanská a demokratická unie – Československá strana lidová
3. Věci veřejné
4. Občanská demokratická strana
5. Suverenita – Strana zdravého rozumu (Suverenita) (koalice Politika 21 a Strany zdravého rozumu)
6. Volte Pravý Blok - stranu za snadnou a rychlou ODVOLATELNOST politiků a státních úředníků přímo občany, za NÍZKÉ daně, VYROVNANÝ rozpočet, MINIMALIZACI byrokracie, SPRAVEDLIVOU a NEZKORUMPOVANOU policii a justici, REFERENDA a PŘÍMOU demokracii WWW.CIBULKA.NET, kandidující s nejlepším protikriminálním programem PŘÍMÉ demokracie VY NEVĚŘÍTE POLITIKŮM A JEJICH NOVINÁŘŮM? NO KONEČNĚ! VĚŘME SAMI SOBĚ!!! - ale i s mnoha dalšími DŮVODY, proč bychom měli jít tentokrát VŠICHNI k volbám, ale - pokud nechceme být ZNOVU obelháni, podvedeni a okradeni - NEVOLIT žádnou parlamentní stranu vládnoucí (post) komunistické kriminální fízlokracie!!! - jenž žádá o volební podporu všechny české občany a daňové poplatníky, kteří chtějí změnit dnešní kriminální poměry, jejichž jsme všichni obětí, v jejich pravý opak! V BOJI MEZI DOBREM A ZLEM, PRAVDOU A LŽÍ, NELZE BÝT NEUTRÁLNÍ A PŘESTO ZŮSTAT SLUŠNÝ!!! Proto děkujeme za Vaši podporu!!!
7. Sdružení pro republiku – Republikánská strana Československa
8. Česká strana národně socialistická
9. Evropská demokratická strana
10. Strana svobodných demokratů
11. Demokratická strana zelených
12. Česká strana národně sociální
13. Národní strana
14. Strana důstojného života
15. Humanistická strana
16. Moravané
17. Spojení demokraté – Sdružení nezávislých - strana odstoupila z voleb [2]
18. Liberálové.cz
19. Strana demokracie a svobody
20. Nejen hasiči a živnostníci s učiteli do Evropy – www.hnpd.cz, www.sdzp.cz (koalice HNPD a SDŽP)
21. Komunistická strana Čech a Moravy
22. STAROSTOVÉ A NEZÁVISLÍ – VAŠE ALTERNATIVA (koalice Starostové a nezávislí a ALTERNATIVY)
23. Strana svobodných občanů
24. SNK Evropští demokraté
25. Balbínova poetická strana
26. Strana zelených
27. Koruna Česká (monarchistická strana Čech, Moravy a Slezska)
28. Lidé a Politika
29. Strana soukromníků České republiky
30. Zelení
31. Dělnická strana
32. NEZÁVISLÍ
33. Česká strana sociálně demokratická

### Stranické kandidátky
Záměr kandidovat s euroskeptickým programem deklarovali europoslanci zvolení v roce 2004 za hnutí NEZÁVISLÍ. Vladimír Železný nechal zaregistrovat značku Libertas.cz. Její kandidátku povede Vlastimil Tlustý, dále kandiduje i Jan Schwippel (oba dva poslanci vyloučení z poslaneckého klubu ODS).
Jana Bobošíková stála v čele kandidátky koalice s názvem Suverenita .
KDU-ČSL (2) vedla europoslankyně Zuzana Roithová.
Občanskou demokratickou stranu (4) vedl europoslanec Jan Zahradil. Na druhém místě je bývalý hejtman Moravskoslezského kraje Evžen Tošenovský.
Za Evropskou demokratickou stranu kandidovala její předsedkyně, europoslankyně Jana Hybášková, dále arm. gen. Jiří Šedivý, Věra Jourová a prof. Ivan Wilhelm.
Za novou parlamentní Stranu svobodných občanů (ve Sněmovně ji zastupují poslanci, kteří vystoupili z ODS) kandidovali na předních místech Jiří Payne a Benjamin Kuras. Stranu podpořili například Ladislav Jakl, Alena Páralová či Miroslav Macek.
Na předních místech kandidátky KSČM (21) byli europoslanci Miloslav Ransdorf a Vladimír Remek, dále kandidovali například poslankyně Kateřina Konečná a Zuzka Bebarová-Rujbrová. Na devátém místě byl umístěn Jiří Hudeček, člen Strany demokratického socialismu.
Za nový politický subjekt Starostové a nezávislí (22) kandidoval dosavadní senátor Jaromír Štětina..
Za SNK Evropští demokraté (24) kandidovali Lukáš Macek, Zuzana Baudyšová, Jiří Plecitý, Eva Palatová, Sylva Kováčiková a další. Za stranu už nekandidovali výrazní představitelé zvolení ve volbách v roce 2004 – Josef Zieleniec a Jana Hybášková
Stranu zelených (26) vedl náměstek ministra životního prostředí Jan Dusík. Na kandidátce se dále nachází poslanci Kateřina Jacques a Přemysl Rabas, socioložka Jiřina Šiklová, dosavadní europoslanec za německé zelené Milan Horáček nebo bývalá ministryně pro lidská práva a národnostní menšiny Džamila Stehlíková.
Za hnutí Zelení (30) kandidoval bývalý senátor Martin Mejstřík, za Demokratickou stranu Zelených pak poslankyně Olga Zubová.
Do čela kandidátky ČSSD (33) se postavil Jiří Havel, stranický odborník na ekonomiku a vysokoškolský pedagog. Dále kandidovali oba dosavadní europoslanci Richard Falbr a Libor Rouček.

### Důležité události
Dne 4. března Nejvyšší správní soud zamítl návrh vlády na zákaz Dělnické strany. Ta původně v případě zamítnutí uvažovala o kandidatuře pod hlavičkou jiné politické strany. Vedení strany považuje za reálný zisk mezi 2–3 % hlasů. Průzkum pro ní provedený hovoří o 4,5 %, ostatní průzkumy to ale nepotvrzují.
21. března proběhl sjezd ČSSD, který ve funkci předsedy potvrdil Jiřího Paroubka.
24. března vyslovila Poslanecká sněmovna nedůvěru vládě Mirka Topolánka. Sestavením nové vlády byl pověřen Jan Fischer, jeho kabinet byl jmenován 8. května.
14. května došlo k prvnímu „vajíčkovému“ útoku na Jiřího Paroubka na mítinku v Kolíně. Protesty proti němu a proti ČSSD pak pokračovaly, řada protestujících však zvolila umírněnější formy protestu. Vajíčka a vajíčkové útoky se staly symbolem volební kampaně.

### Předvolební kampaň

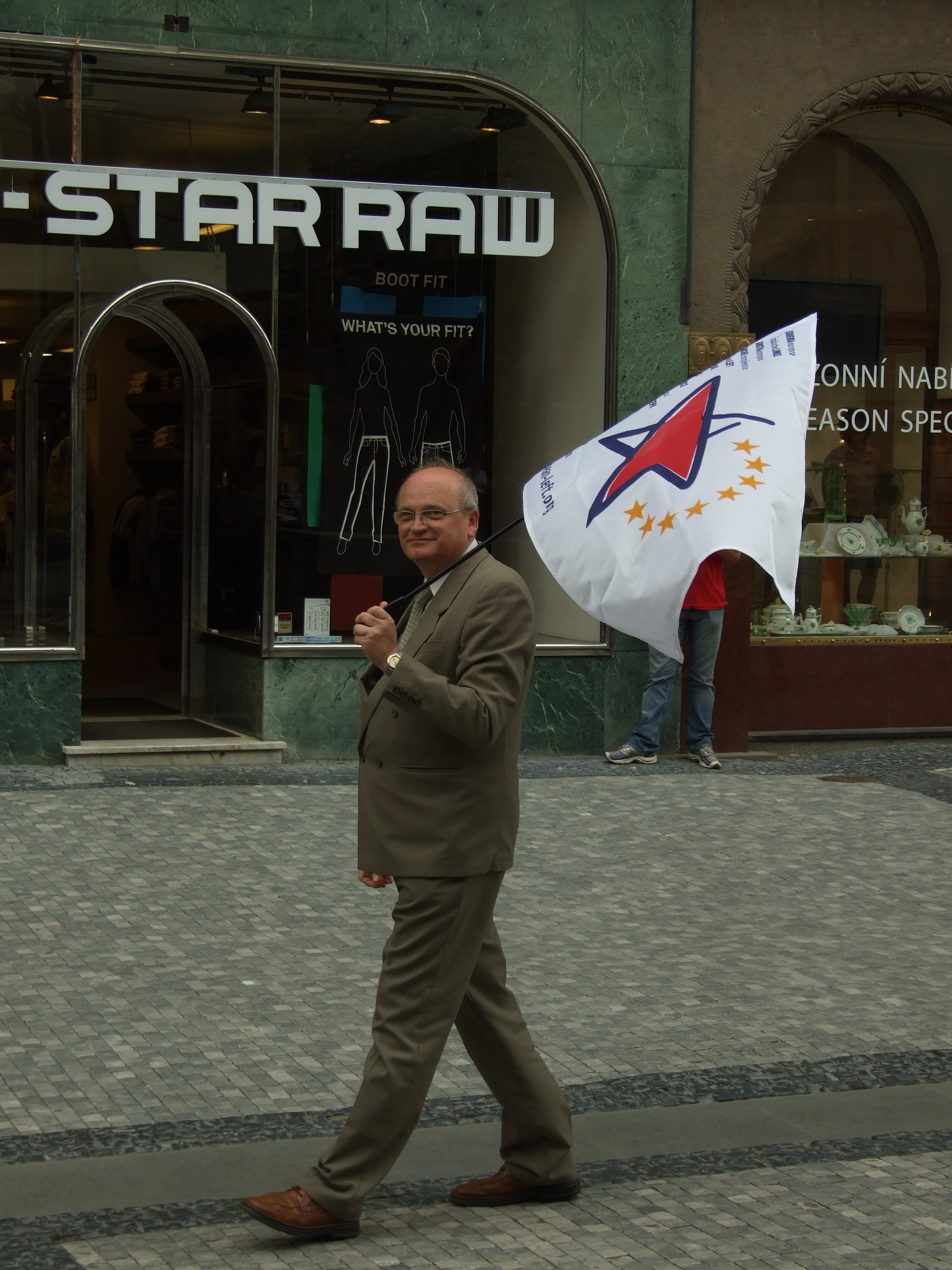
Předvolební kampaň v Praze

Kampaň Občanské demokratické strany byla představena 13. února lídrem Janem Zahradilem. Založená je mimo jiné i na kritice hejtmanů zvolených za ČSSD. Strana k tomu spustila i internetovou stránku nazvanou „ČSSD proti vám“.
Občanská demokratická strana (4) oznámila, že do předvolební kampaně hodlá investovat až 40 milionů korun , nejsilnější opoziční strana, ČSSD, počítá s částkou okolo 30 milionů . 
ODS vytvořila tzv. Modrý tým, uskupení lidí, podporujících ODS, kteří jsou ochotni nějakým způsobem v kampani pomoct nebo podpořit její politiku.
Kandidátka Demokratické strany zelených (11) Olga Zubová visela na 300 billboardech a 50 bigboardech, které jako dar v hodnotě odhadované na necelých pět milionů korun poskytl Jaromír Soukup, majitel mediální agentury v Médea.
Česká televize stáhla z vysílání volební klip Národní strany (13), v němž hovoří o "konečném řešení cikánské otázky". Český rozhlas vyřadil dva ze tří klipů Národní strany a Dělnické strany. Při protestu proti tomuto rozhodnutí bylo 24. května v Praze zadrženo 42 lidí, včetně předsedy DS Tomáše Vandase.
Komunistická strana Čech a Moravy 21 sestavila otevřený volební program pro volby do Evropského parlamentu, používá slogan "SVÝM HLASEM ZMĚŇTE BUDOUCNOST EVROPY - JEŠTĚ NENÍ POZDĚ!".
Strana zelených (26) vyvolala pozornost především svými dvěma klipy. Na prvním z nich spolu na dvoře biostatku rozmlouvají zvířata, jsou parodovány ostatní strany a někteří političtí představitelé, je vtipně naráženo na trapas Kateřiny Jacques v pořadu „Uvolněte se prosím“ (Jacques zamává slovníkovou definicí pojmu biomasa, zvířata vysvětlí, že v politice jsou podstatnější věci než jeden výpadek).
Na druhém klipu představitelé SZ domlouvají červenému kohoutovi, který symbolizuje Václava Klause, aby podepsal Lisabonskou smlouvu, poslanec Přemysl Rabas přitom brousí sekyru.
Česká strana sociálně demokratická (33) si jako téma pro volby do Evropského parlamentu vybrala boj proti hospodářské krizi a zároveň je míní pojmout i jako „referendum“ o vládě Mirka Topolánka. Její slogan zní: "Jistota pro lidi - naděje pro Evropu".

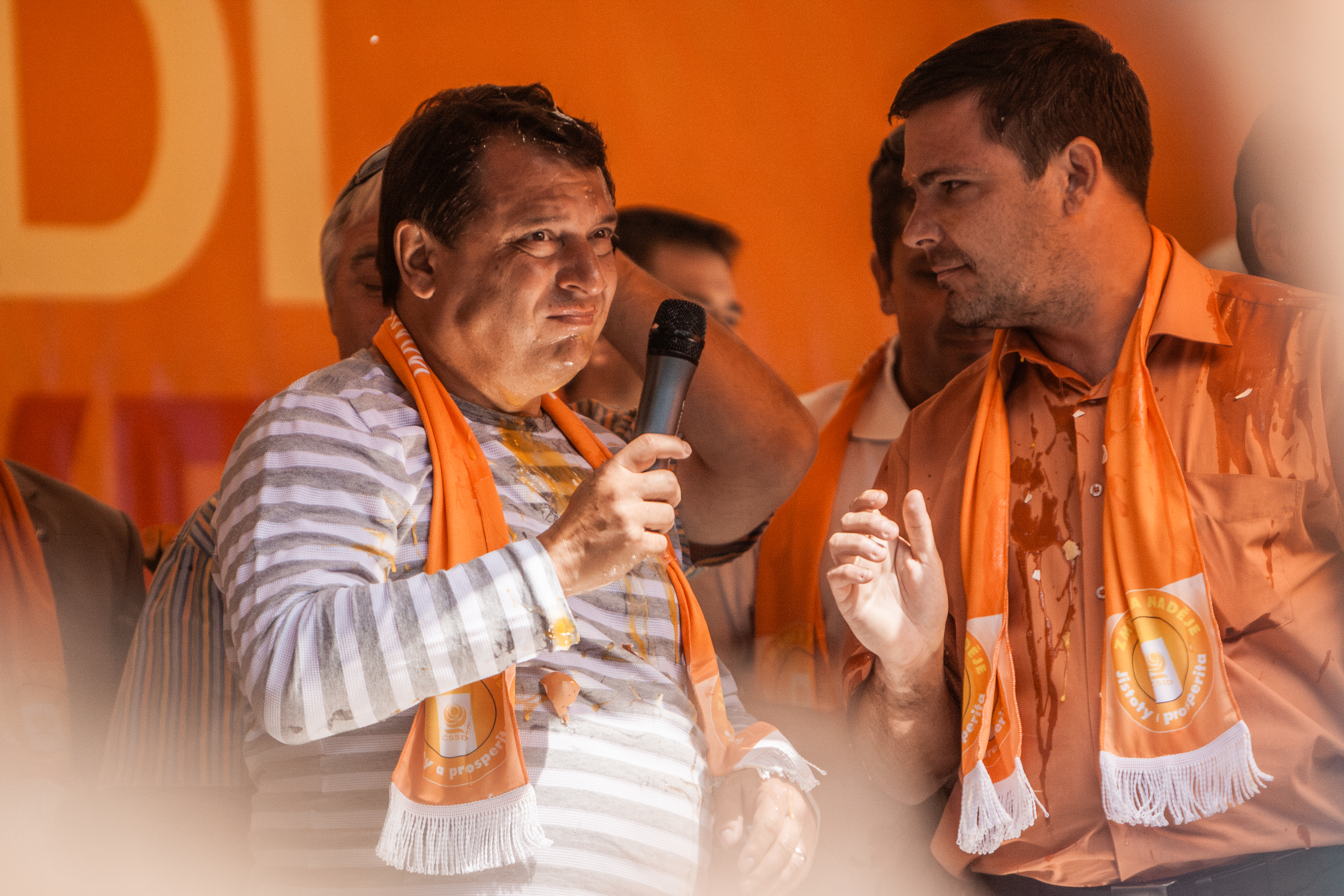
Jiří Paroubek a Karel Březina v průběhu protestů na předvolebním mítinku v Praze na Andělu, 27. 5. 2009.

Její kampaň výrazně poznamenaly protesty (především mladých) odpůrců ČSSD zaměřené hlavně proti Jiřímu Paroubkovi. 14. května 2009 házela v Kolíně skupina recesistů a odpůrců ČSSD na Paroubka vejce, na dalších mítincích se útoky opakovaly, řada dalších protestujících však zvolila umírněnější formy protestu např. donešení plata na pódium, převlek za marťany (narážka na dřívější Paroubkovo vyjádření, že zákony bude schvalovat nejen s komunisty, ale třeba i s marťany).
Paroubkova ochranka (podle ČSSD pořadatelská služba) zasáhla i proti lidem, protestujícím umírněně, čímž podle řady vyjádření porušila zákon. Útoky na mítinky strany odsoudil ve svém prohlášení prezident Václav Klaus jako "útok na principy demokratické soutěže politických stran"  i premiér Jan Fischer. Ministr vnitra Martin Pecina útoky označil za principiálně nacistické a prohlásil, že policejní prezidium by mělo zajistit ochranu při mítincích jakékoli politické strany; Pecina byl poté tvrdě kritizován bývalým ministrem Janem Rumlem za zasahování do práce policie a její úkolování, které podle zákona ministrovi nepřísluší.

#### Vývoj stranických preferencí
| Výzkum                       | ČSSD | ODS  | KSČM | KDU-ČSL | Strana zelených | SNK ED | SaN | Suverenita | VV  | Ostatní | Žádnou | Neví |
| ---------------------------- | ---- | ---- | ---- | ------- | --------------- | ------ | --- | ---------- | --- | ------- | ------ | ---- |
| CVVM, březen 2009            | 29   | 31   | 12,5 | 5       | 6,5             | 3      | -   | -          | -   | -       | 3      | 13   |
| CVVM, duben 2009             | 28   | 26   | 13   | 6       | 5,5             | -      | -   | -          | -   | 4,5     | -      | 17   |
| STEM, 21. dubna              | 23   | 21   | 11   | 5       | 5               | -      | -   | -          | -   | -       | -      | -    |
| STEM, 5. května              | 30,9 | 25   | 11,4 | 7,2     | 6               | -      | -   | -          | -   | -       | -      | -    |
| STEM, 20. května             | 24,2 | 20,9 | 9    | 5,5     | 3,1             | -      | -   | -          | -   | -       | -      | -    |
| FFUP, 25. květen             | 29,8 | 29,1 | 14,8 | 5,5     | 2,9             | 3,5    | 3,3 | -          | -   | -       | -      | -    |
| CVVM, 25. května 2009        | 25,5 | 33   | 13,5 | 6,5     | 5,5             | 1      | -   | 2          | 1   | 3       | 1      | -    |
| STEM a SC&C, 26. května 2009 | 27   | 30,9 | 13,3 | 8       | 3,9             | 0,9    | 2,1 | 1,2        | 1,6 | 5,1     | 1,4    | -    |

## Výsledky voleb

Vítězná strana podle okresů

Z počtu 8 401 374 oprávněných voličů volilo 2 371 009 z nich, což odpovídá volební účasti 28,22 %. Odevzdaných hlasů bylo 2 369 137, platných 2 358 934 hlasů, což představuje 99,57 %.

### Celkové výsledky voleb
| Strana                                                                    | Frakce  | Počet hlasů | %           | mandáty |
| ------------------------------------------------------------------------- | ------- | ----------- | ----------- | ------- |
| Občanská demokratická strana                                              | AECR    | 741946      | 31,45       | 9       |
| Česká strana sociálně demokratická                                        | PES     | 528132      | 22,39       | 7       |
| Komunistická strana Čech a Moravy                                         | GUE-NGL | 334577      | 14,18       | 4       |
| Křesťanská a demokratická unie - Československá strana lidová             | EPP-ED  | 180451      | 7,65        | 2       |
| Suverenita                                                                |         | 100514      | 4,26        | 0       |
| Evropská demokratická strana                                              |         | 68152       | 2,89        | 0       |
| Věci veřejné                                                              |         | 56636       | 2,40        | 0       |
| "STAROSTOVÉ A NEZÁVISLÍ – VAŠE ALTERNATIVA"                               |         | 53984       | 2,29        | 0       |
| Strana zelených                                                           |         | 48621       | 2,06        | 0       |
| SNK Sdružení nezávislých a Evropští demokraté                             | EPP-ED  | 39166       | 1,66        | 0       |
| Strana svobodných občanů                                                  |         | 29846       | 1,27        | 0       |
| Dělnická strana                                                           |         | 25368       | 1,08        | 0       |
| Pravý Blok                                                                |         | 23612       | 1,00        | 0       |
| Libertas.cz                                                               |         | 22243       | 0,94        | 0       |
| Strana důstojného života                                                  |         | 17061       | 0,72        | 0       |
| Demokratická strana zelených                                              |         | 14761       | 0,63        | 0       |
| NEZÁVISLÍ                                                                 | IND/DEM | 12824       | 0,54        | 0       |
| Moravané                                                                  |         | 9086        | 0,39        | 0       |
| Sdružení pro republiku – Republikánská strana Československa              |         | 7492        | 0,32        | 0       |
| Nejen hasiči a živnostníci s učiteli do Evropy - www.hnpd.cz, www.sdzp.cz |         | 6904        | 0,29        | 0       |
| Národní strana                                                            |         | 6263        | 0,27        | 0       |
| Humanistická strana                                                       |         | 4584        | 0,19        | 0       |
| "Strana soukromníků České republiky"                                      |         | 4544        | 0,19        | 0       |
| Koruna Česká (monarchistická strana Čech, Moravy a Slezska)               |         | 4449        | 0,19        | 0       |
| Zelení                                                                    |         | 3717        | 0,16        | 0       |
| Balbínova poetická strana                                                 |         | 3711        | 0,16        | 0       |
| Česká strana národně socialistická                                        |         | 3269        | 0,14        | 0       |
| Liberálové.CZ                                                             |         | 1775        | 0,08        | 0       |
| Spojení demokraté - Sdružení nezávislých                                  |         | 1501        | 0,06        | 0       |
| Strana svobodných demokratů                                               |         | 1423        | 0,06        | 0       |
| Strana demokracie a svobody                                               |         | 986         | 0,04        | 0       |
| Česká strana národně sociální                                             |         | 791         | 0,03        | 0       |
| Lidé a Politika                                                           |         | 545         | 0,02        | 0       |
| celkem                                                                    | -       | 2302298     | účast 28,22 | 22      |

Mapy výsledků čtyř subjektů, které se dostaly do nového europarlamentu
ODS
ČSSD
KSČM
KDU-ČSL

### Kandidáti se ziskem mandátu
| ODS (9) 1. Evžen Tošenovský 2. Jan Zahradil 3. Oldřich Vlasák 4. Milan Cabrnoch 5. Ivo Strejček 6. Miroslav Ouzký 7. Edvard Kožušník 8. Hynek Fajmon 9. Andrea Češková | ČSSD (7) 1. Jiří Havel 2. Richard Falbr 3. Libor Rouček 4. Pavel Poc 5. Zuzana Brzobohatá 6. Robert Dušek 7. Olga Sehnalová | KSČM (4) 1. Miloslav Ransdorf 2. Vladimír Remek 3. Jiří Maštálka 4. Jaromír Kohlíček | KDU-ČSL (2) 1. Zuzana Roithová 2. Jan Březina |